# Jamkhandi
Jamkhandi è una città dell'India di 57.887 abitanti, situata nel distretto di Bagalkot, nello stato federato del Karnataka. In base al numero di abitanti la città rientra nella classe II (da 50.000 a 99.999 persone).

## Geografia fisica
La città è situata a 16° 31' 0 N e 75° 17' 60 E e ha un'altitudine di 542 m s.l.m..

## Società

### Evoluzione demografica
Al censimento del 2001 la popolazione di Jamkhandi assommava a 57.887 persone, delle quali 29.214 maschi e 28.673 femmine. I bambini di età inferiore o uguale ai sei anni assommavano a 8.227, dei quali 4.303 maschi e 3.924 femmine. Infine, coloro che erano in grado di saper almeno leggere e scrivere erano 34.578, dei quali 19.529 maschi e 15.049 femmine.
Oggi la percentuale di alfabetizzazione è decisamente aumentata, in quanto pari a quasi il 99.5 %. 